# 1931 en bande dessinée
| Années de la bande dessinée : 1928 - 1929 - 1930 - 1931 - 1932 - 1933 - 1934    |
| Décennies de la bande dessinée : 1900 - 1910 - 1920 - 1930 - 1940 - 1950 - 1960 |

Cet article présente les faits marquants de l'année 1931 en bande dessinée.

## Évènements
- En France, Jean de Brunhoff publie sa première histoire de Babar.
- 4 octobre : Aux États-Unis, le dessinateur Chester Gould créé le personnage de Dick Tracy.
- Publication originale de Tintin au Congo d'Hergé.

## Nouveaux albums
Voir aussi : Albums de bande dessinée sortis en 1931

### Franco-belge
| Sortie | Titre           | Scénariste | Dessinateur | Coloriste | Éditeur   |
| ------ | --------------- | ---------- | ----------- | --------- | --------- |
| ?      | Tintin au Congo | Hergé      | Hergé       | n&b       | Casterman |
| ?      | …               |            |             |           |           |

### Comics
| Sortie | Titre       | Scénariste | Dessinateur | Coloriste | Éditeur |
| ------ | ----------- | ---------- | ----------- | --------- | ------- |
| ?      | à compléter |            |             |           |         |
| ?      | …           |            |             |           |         |

## Naissances

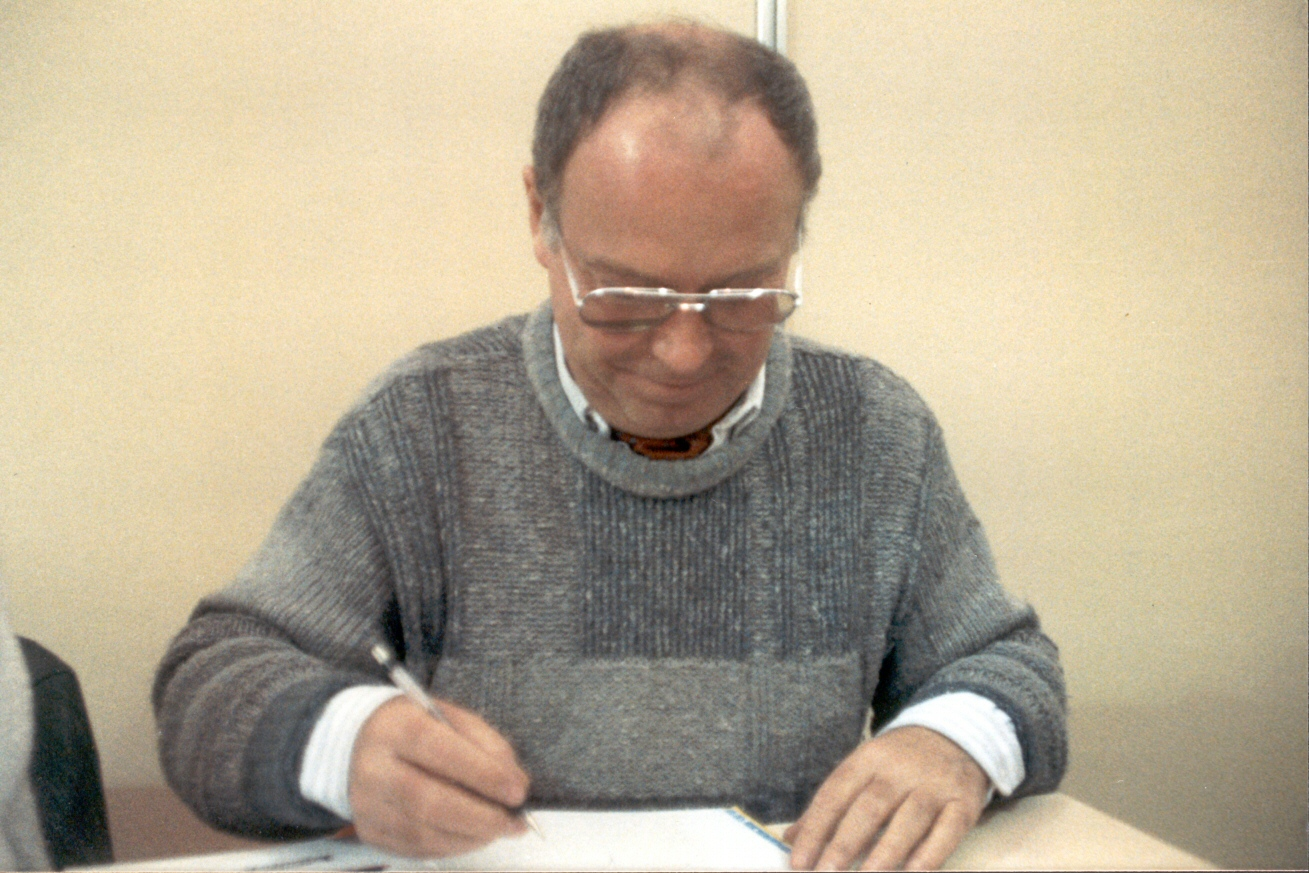
Tibet

- 21 janvier : Paul Deliège, auteur belge (Bobo et Les Krostons), mort en 2005.
- 18 février : Johnny Hart, auteur de comics
- 5 mars : Fred
- 21 mars : Al Williamson
- 30 mars : Claude Marin
- 4 avril : Jacques Stoquart, scénariste et dessinateur belge
- 10 avril : René Follet, dessinateur belge
- 10 avril : Gérald Forton, dessinateur belge (petit-fils de Louis Forton)
- 5 mai : Greg, auteur et éditeur belge
- 18 mai : Don Martin, auteur de comics
- 4 juin : Arthur Piroton
- 2 juillet : Philippe Kailhenn
- 28 septembre : Robert Hugues
- 29 octobre : Tibet
- 16 novembre : Luciano Bottaro, dessinateur italien
- 28 novembre : Tomi Ungerer, dessinateur français
- Frank Johnson

## Décès
- 21 janvier : C. W. Kahles, auteur de comic-strips ( Clarence the Cop, Hairbreadth Harry)